# Huralnea, Peremîșleanî
Huralnea (în ucraineană Гуральня) este un sat în comuna Cemerînți din raionul Peremîșleanî, regiunea Liov, Ucraina.

## Demografie
Componența lingvistică a localității Huralnea
     Ucraineană (100%)
Conform recensământului din 2001, toată populația localității Huralnea era vorbitoare de ucraineană (100%).